# Filmski žanr
Filmski žanr, vrsta igranih filmova srodnih tema i ikonografije koji su svrstani u određene kategorije. Ponekad se za skupine sličnih žanrova koristi pojam nadžanr, dok se istovremeno za tematski posebne podvrste pojedinog žanra koristi pojam podžanr. Jednako tako postoje i filmovi koji uspješno spajaju dva žanra pa se tu radi o hibridnim žanrovima (primjerice znanstveno-fantastični horor film). Često je kategorizacija filmova nejasna i prisutno je neslaganje oko toga kako ih treba definirati i klasificirati.
Većina filmskih žanrova ima svoj prototip u drugim umjetničkim izričajima, osobito u književnim žanrovima.

## Glavni filmski žanrovi
Dominatni filmski žanrovi koji su danas prisutni u filmskoj umjetnosti proistekli su iz zapadne kinematografije. U nezapadnim kinemtagrafijama razvili su se specifični nadžanrovi i žanrovi. Podjela koja se najčešće koristi nastala je u okviru holivudske filmske produkcije zbog čega se filmske žanrove može nazivati i holivudskim žanrovima.
- Akcijski film - filmski žanr koji se oslanja na izvanjske dinamične događaje, kao i na kinestetske mogućnosti samog medija.[3] U akcijskim filmovima dominiraju spektakularni akcijski prizori i brzo izmjenjujuće scene pune napetih događaja. Segment akcije dominantan je i u srodnim žanrovima, poput pustolovnih ili vestern filmova. Izraziti predstavnici žanra akcijskog filma su filmovi Prljavi Harry (1971.), U zmajevom gnijezdu (1973.), Bijeg iz New Yorka (1981.), Rambo (1982.), Policajac s Beverly Hillsa (1984.), Rambo 2 (1985.), Smrtonosno oružje (1987.), Umri muški (1988.), Smrtonosno oružje 2 (1989.), Umri muški 2 (1990.), Bjegunac (1993.), Teška meta (1993.),  Istinite laži (1994.), Brzina (1994.), Umri muški 3 (1995.), Zločesti dečki (1995.), Nemoguća misija (1996.), Opasan let (1997.), Brzi i žestoki (2001.), Bourneov identitet (2002.), Zločesti dečki 2 (2003.), Bourneova nadmoć (2004.), 96 sati (2008.), Plaćenici (2010.), 96 sati: Istanbul (2012.), John Wick (2014.) itd. Najvažniji glumci koji su obilježili akcijske filmove Steve McQueen, Charles Bronson, Clint Eastwood, Sylvester Stallone, Arnold Schwarzenegger, Michael Dudikoff, Steven Seagal, Tom Cruise, Bruce Willis, Mel Gibson, Vin Diesel, Dolph Lundgren, Matt Damon, Jackie Chan, Liam Neeson, Dwayne Johnson i Jason Statham.

- Animirani film -
- Biografski film -
- Dramski film -

- Erotski film - filmski žanr koji fokusira na sugestivne teme ili erotske i strastvene scene i subjekte, ponekad prikazujući scene golotinje i vođenja ljubavi, ali bez uprizorenja pretjerano eksplicitnih scena. Neki od tipičnih predstavnika žanra su Posljednji tango u Parizu (1972.), Emmanuelle (1974.), Obučena da ubije (1980.), Devet i pol tjedana (1986.), Kobna privlačnost (1987.), Sirove strasti (1992.), Ljubavnik (1992.), Posljednje zavođenje (1994.), Sudar (1996.), Oči širom zatvorene (1999.), Prvi grijeh (2001.), Pedeset nijansi sive (2015.). Istaknute uloge u žanru erotskog filma ostvarili su Kim Basinger, Mickey Rourke, Michael Douglas, Jane March, Sylvia Kristel, Sharon Stone, Laura Gemser, Dakota Johnson itd.

- Fantastični film - filmovi koji pripadaju žanru fantastike i obrađuju fantastične teme iz područja magije, paranormalnog, mitologije, folklora ili egzotičnih mističnih svjetova. Smatra se dijelom nadžanra fantastike kojem pripadaju znanstveno-fantastični i horor filmovi. Filmovi ovog žanra uključuju eskapizam, mitološke svjetove, magiju, neobično i začuđujeće te cijeli spektar nadnaravnih bića poput vještica, čarobnjaka, patuljaka, vila, goblina, zmajeva, jednoroga, čudovišta, gnomova, divova i drugih bića iz bajki i mitova. Istaknuti predstavnici žanra su filmovi King Kong (1933.), Čarobnjak iz Oza (1939.), Bagdadski lopov (1940.), Sedmi pečat (1957.), Jazon i argonauti (1963.), Mary Poppins (1964.), Sukob titana (1981.), Excalibur (1981.), Conan barbarin (1982.), Beskrajna priča (1984.), Žena sokol (1985.), Labirint (1986.), Vještice iz Eastwicka (1987.), Gorštak (1986.), Tko je smjestio zeki Rogeru (1988.), Edward Škaroruki (1990.), Beskrajni dan (1993.), Sanjiva dolina (1999.), Harry Potter i Kamen mudraca (2001.), Gospodar prstenova: Prstenova družina (2001.), Gospodar prstenova: Dvije kule (2002.), Harry Potter i Odaja tajni (2002.), Pirati s Kariba: Prokletstvo Crnog bisera (2003.),  Kronike iz Narnije: Lav, vještica i ormar (2005.), Panov labirint (2006.), Zvjezdana prašina (2007.) Solomon Kane (2009.), Hobit: Neočekivano putovanje (2012.) itd. Glumci koji su se istakli u fantastičnim filmovi su Rutger Hauer, Ian McKellen, Arnold Schwarzenegger, Johnny Depp, Michelle Pfeiffer, Christopher Lambert, Emma Watson itd.

- Film ceste - filmskki žanr koji je bio popularan u SAD-u naročito od kraja 1960-ih do sredine 1970-ih godina prošlog stoljeća. Uključuje radnju koja se dobrim dijelom odvija na nekakvom putovanju, a glavni akteri filma se ponekad nađu u nekakvoj po život opasnoj situaciji koja je otežano rješiva. Začetnikom žanra smatra se američki film Goli u sedlu (1969.), Dennisa Hoppera, a jedan od najboljih televizijskih filmova ceste i uopće smatra se film Dvoboj (1971.) redatelja Stevena Spielberga. Među neke od značajnijih filmova ovog žanra spadaju i Smokey i Bandit (1977.), australski post-apokaliptični akcijski film Pobješnjeli Max (1979.) i Pobješnjeli Max 2: Cestovni ratnik (1981.), Georgea Millera, Divlji u srcu (1990.), Davida Lyncha, Thelma i Louise (1991.), Ridleyja Scotta, Moj privatni Idaho (1991.), Gus Van Santa, Savršeni svijet (1993.), Clinta Eastwooda,  Rođeni ubojice (1994.), Olivera Stonea, Tko je ovdje lud? (2000.) itd. Glumci koji su se istaknuli u ovom žanru su Mel Gibson i Burt Reynolds.

- Film noir -

- Horor film - filmski žanr filmova strave koji se razvio početkom 20. stoljeća. Neki od zapaženih ranih filmova strave su Nosferatu (1922.) te Drakula (1931.), Frankenstein (1931.) i Dr. Jekyll i G. Hyde (1931.). Zlatno doba ranih horor filmova koje se nadahnjivalo gotičkim horor romanima završilo se sredinom 1930-ih, nakon čega se uglavnom bilježi snimanje filmskih parodija te varijanti na temu filmskih uspješnica žanra. Žanr je ostvario novi uspon i uspjeh tek poslije 1945. godine ponajviše filmovima Alfreda Hitchocka, Psiho (1960.) i Ptice (1963.) te Romana Polanskog, Bal vampira (1967.) i Rosemaryna beba (1968.)[4] Od 1970-ih filmovi strave uključuju visokobudžetnu produkciju, a najvažnije filmske uspješnice su Istjerivač đavola (1973.), Carrie (1976.), Noć vještica (1978.) i Osmi putnik (1979.). Tijekom 1980-ih do sredine 1990-ih dominiraju uglavnom prosječni slasher horori, među kojima se ističu Petak 13. (1980.) i Strava u Ulici brijestova (1984.), ali zabilježena su i dva kvalitetna ostvarenja, Drakula (1992.), Francisa Forda Coppole i Intervju s vampirom (1994.), Neila Jordana. Ostali važniji filmovi od 1990-ih do kraja 2010-ih su: Vrisak (1996.), Šesto čulo (1999.), 28 dana kasnije (2002.), Slagalica strave (2004.), Egzorcizam Emily Rose (2005.), Prizivanje (2013.), Prizivanje 2 (2016.), Prizivanje duhova: Porijeklo zla (2016.). Glumci koji su ostvarili istaknute uloge u filmovima strave su Bela Lugosi, Christopher Lee, Robert Englund, Jamie Lee Curtis, Boris Karloff, Vincent Price, Janet Leigh, Donald Pleasence, Max Schreck, Neve Campbell, Sigourney Weaver, Emmanuelle Vaugier, Eliza Dushku itd.

- Komedija (film) -

- Kriminalistički film - filmski žanr kod kojeg je radnja povezana s nekim kriminalnim djelom, a karakteriziraju ga akcijski prizori, ugođaj napetosti i neizvjesnosti te sukob kriminalnih likova s predstavnicima zakona. Kao podžanrovi kriminalističkog filma ističu se osobito detektivski film, gangsterski film i triler. Osim tih podžanrova javlja se i podžanr zatvorskog i špijunskog filma te sudske drame. Poznati filmovi žanra su Malteški sokol (1941.), Bonnie i Clyde (1967.), Francuska veza (1971.), Kum (1972.), Ulice zla (1973.), Žalac (1973.), Taksist (1976.), Lice s ožiljkom (1983.), Bilo jednom u Americi (1984.), Nedodirljivi (1987.),Pakleni val (1991.), Reservoir Dogs (1992.), Carlitov način (1993.), Pakleni šund (1994.), Vrućina (1995.), Casino (1995.), Posljednji preživjeli (1996.), Fargo (1996.), Donnie Brasco (1997.), Jackie Brown (1997.), L.A. Povjerljivo (1997.), Lopovi, ubojice i dvije nabijene puške (1998.), Traffic (2000.), Memento (2000.), Brzi i žestoki (2001.), Bijeli prah (2001.), Oceanovih jedanaest (2001.), Američki gangster (2007.), Nema zemlje za starce (2007.) Zapaženi glumci u kriminalističkim filmovima su James Cagney, Edward G. Robinson, Humphrey Bogart, Clint Eastwood, Charles Bronson, Robert de Niro, William Forsythe, James Gandolfini, Al Pacino, Jean Reno, Mike Starr, Robert Davi, John Travolta, Christopher Walken, Ray Liotta, Laurence Fishburne, Michael Madsen, Steve Buscemi, Harvey Keitel, Jack Palance, Denzel Washington, Jack Nicholson, Michael Caine, Edward Norton, Vinnie Jones, Samuel L. Jackson, Gary Oldman, Vincent Pastore, Benicio del Toro, Tommy Lee Jones, itd.

- Ljubavni film -
- Mjuzikl -

- Povijesni film - igrani film čija se radnja odvija u prošlosti neovisno o tome je li se filmom uspijeva prikazati vjerodostojan prikaz prošlosti ili se povijesna tematika obrađuje iz suvremene perspektive. Neki od važnijih filmova tog žanra su Zameo ih vjetar (1939.), Samson i Dalila (1949.), Quo Vadis, Deset Božjih zapovijedi (1956.), Ben-Hur (1959.), Spartak (1960.), Lawrence od Arabije (1962.), Kako je osvojen Divlji Zapad (1962.), Kleopatra (1963.), Pad Rimskog Carstva (1964.), Doktor Živago (1965.),  Kaligula (1979.), Carstvo sunca (1987.), Posljednji Mohikanac (1992.), Schindlerova lista (1993.), Hrabro srce (1995.), Titanic (1997.), Trinaesti ratnik (1999.), Gladijator (2000.), Troja (2004.), Aleksandar Veliki (2004.), Kraljevstvo nebesko (2005.), Apocalypto (2006.), Centurion (2010.) itd. Istaknuti glumci žanra su Charlton Heston, Errol Flynn, Patricia Medina, Peter O'Toole, Elizabeth Taylor, Anthony Hopkins, Kirk Douglas, Jean Simmons, Russell Crowe, Sophia Loren, Yul Brynner, Robert Taylor, Anthony Quinn, Laurence Olivier, Christopher Plummer, Orson Welles, Omar Sharif, Catherine Zeta-Jones, Richard Chamberlain, Ben Kingsley, Peter Ustinov itd.

- Pustolovni film - filmski žanr u kojem su važan dio radnje putovanja i s njima povezani događaji. Akcija je važan dio filmske radnje, zbog čega su bliski akcijskim filmovima. Osim akcije, za radnju je često važno ispunjavanje potrage za nekim ciljem. Glavni junak je često prikazan kao egzistencijalno ugrožen, radnja uključuje egzotične elemente i daleke svjetove, a može se jednako odvijati u prošlosti i u sadašnjosti. Osnovna motivacijska i tematska obilježja pustolovnog filma jesu borba za pravdu, osveta, borba čovjeka s prirodom, istraživanje nepoznatoga, izoliranost pojedinca te njegova marginalna pozicija u odnosu na društvo.[5] Tipični predstavnici pustolovnog filma su Tarzan, čovjekoliki majmun (1932.), Pustolovine Robina Hooda (1938.), Otimači izgubljenog kovčega (1981.), Conan barbarin (1982.), Lov na zeleni dijamant (1984.),  Goonies (1985.), Mumija (1999.), Lara Croft: Tomb Raider (2001.), Gospodar i ratnik: Daleka strana svijeta (2003.),, Pirati s Kariba: Prokletstvo Crnog bisera (2003.), Posejdon (2006.) itd. Najpoznatiji glumci koji su ostvarili zapažene uloge u žanru pustolovnih filmova su Errol Flynn, Humphrey Bogart, Clark Gable, John Wayne, Charlton Heston, Steve McQueen, James Coburn, Harrison Ford itd.

- Ratni film - naziv za sve vrste filmova u kojima dominira ratna tematika. Pripadnost nekog filma tom žanru ovisi o tome koliko ratna tema uvjetuje radnju filma.[6] U ratnim filmovima mogu se naći elementi i nekih drugih filmskih žanrova, poput akcijskog, pustolovnog, povijesnog ili znanstveno-fantastičnog iz čega proizlaze podžanrovi ratnog filma. S obzirom na svoj odnos prema ratu razlikuju se proratni i antiratni filmovi, kao i oni koji demistificiraju rat. Među tipičnim predstavnicima žanra su Žrtvovani (1945.), Pijesak Iwo Jime (1949.), Most na rijeci Kwai (1957.), Veliki bijeg (1963.), Dvanaestorica žigosanih (1967.), Orlovo gnijezdo (1968.), Lovac na jelene (1978.), Apokalipsa danas (1979.), Vod smrti (1986.), Full Metal Jacket (1987.), Žrtve rata (1989.), Hrabrost ratnika (1996.), Spašavanje vojnika Ryana (1998.), Tanka crvena linija (1998.), Pad crnog jastreba (2001.), Pisma s Iwo Jime (2006.), Nemilosrdni gadovi (2009.), Fury (2014.), Dunkirk (2017.). Neki od glumaca koji su ostvarili zapažene uloge u ratnim filmovima su John Wayne, Lee Marvin, Burt Lancaster, Charles Bronson, Clint Eastwood, Charlie Sheen, Robert Duvall, Richard Burton itd.

- Sportski film -
- Triler -

- Vestern - filmski žanr koji obuhvaća filmove s radnjom smještenom u zapadnim dijelovima SAD-a u vrijeme naseljavanja tih prostora od sredine do kraja 19. stoljeća. U većini tih filmova teme su ambivalentnost divljine i civilizacije, osnivački mit o nastanku SAD-a, zlatna groznica, sukobi doseljenika s Indijancima, sukobi između farmera i stočara ili između predstavnika zakona i odmetnika. Filmove ovog žanra karakterizira fabularnost i razvoj radnje oko sukoba polariziranih antagonističkih sila.[7] Istaknuti filmovi iz žanra vesterna su Poštanska kočija (1939.), Moja draga Klementina (1946.), Tragači (1956.), Dvoboj na suncu (1947.), Točno u podne (1952.), Rio Bravo (1959.), Sedmorica veličanstvenih (1960.), Čovjek koji je ubio Libertyja Valancea (1962.), Divlja horda (1969.), Nepoznati zaštitnik (1973.), Odmetnik Josey Wales (1976.), Blijedi jahač (1985.), Mladi revolveraši (1988.), Ples s vukovima (1990.),  Nepomirljivi (1992.), Tombstone (1993.), Maverick (1994.), Wyatt Earp (1994.), Američki odmetnici (2001.), Divlja prostranstva (2003.), Seraphim Falls (2006.), U 3:10 za Yumu (2007.) itd. Najvažniji glumci koji su ostvarili istaknute uloge u žanru vesterna su John Wayne, Gary Cooper, James Stewart, Henry Fonda, Charles Bronson, Robert Mitchum, Clint Eastwood, James Coburn, Jack Palance, Burt Lancaster, Sam Elliott, Kirk Douglas itd.

- Znanstveno-fantastični film - filmski žanr u čijoj se radnji suprotstavlja poznato i vjerojatno s eventualno mogućim, odnosno onim što tek očekuje znanstvenu verifikaciju. Hipoteze i teme se razvijaju iz prirodnih znanosti (astronomija, biologija, fizika, kemija, kibernetika, medicina) ili društvenih znanosti (arheologija, politologija, psihologija, parapsihologija, sociologija). Na pojavu i razvoj ovog filmskog žanra utjecao je nagli razvoj znanosti i popularna znanstveno-fantastična književnost (Jules Verne, Herbert George Wells, Isaac Asimov, Philip K. Dick itd.). Najznačajniji filmovi žanra su Put na Mjesec (1902.), Metropolis (1927.), Dan kad je Zemlja stala (1951.), Invazija tjelokradica (1956.), Planet majmuna (1968.), 2001.: Odiseja u svemiru (1968.), Bliski susreti treće vrste (1977.), Zvjezdani Ratovi: Epizoda IV Nova Nada (1977.), Osmi putnik (1979.), Istrebljivač (1982.), Aliens (1986.), E.T. (1982.), Stvor (1982.), Terminator (1984.), Muha (1986.), Predator (1987.), RoboCop (1987.), Bezdan (1989.), Terminator 2: Sudnji dan (1991.), Jurski park (1993.), Matrix (1999.), Umjetna inteligencija (2001.), Specijalni izvještaj (2002.), Avatar (2009.), Početak (2010.), Interstellar (2014.), Ex Machina (2015.) itd. Neki od glumaca koji su ostvarili zapažene uloge u žanru znanstveno-fantastičnog filma su Harrison Ford, Sigourney Weaver, Keanu Reeves, Arnold Schwarzenegger, Patrick Stewart, Jennifer Lawrence, Gerard Butler, Will Smith, Ian McKellen, Milla Jovovich, Scarlett Johansson, Mark Hamill, William Shatner, Winona Ryder, Leonard Nimoy itd.